# 도덕률
도덕률(道德律) 또는 도덕 법칙(道德法則)은 “나는 무엇을 해야 하느냐?”라는 도덕적 행위의 기본자세에 응답하는, 누구에게나 통용되어야 할 근본 원리이다. 윤리설의 차이에 의해 도덕 법칙 혹은 신의 명령, 이성의 명령 혹은 지배계급이 그들에게 이롭도록 만들어낸 것이라는 등 여러 해석이 있다.

## 같이 보기
- 격률
- 도덕